# Hamersville (Ohio)
Hamersville es una villa ubicada en el condado de Brown en el estado estadounidense de Ohio. En el Censo de 2010 tenía una población de 546 habitantes y una densidad poblacional de 536,42 personas por km².

## Geografía
Hamersville se encuentra ubicada en las coordenadas 38°55′8″N 83°59′9″O / 38.91889, -83.98583. Según la Oficina del Censo de los Estados Unidos, Hamersville tiene una superficie total de 1.02 km², de la cual 1.02 km² corresponden a tierra firme y (0%) 0 km² es agua.

## Demografía
Según el censo de 2010, había 546 personas residiendo en Hamersville. La densidad de población era de 536,42 hab./km². De los 546 habitantes, Hamersville estaba compuesto por el 98.17% blancos, el 0% eran afroamericanos, el 0% eran amerindios, el 0.18% eran asiáticos, el 0% eran isleños del Pacífico, el 0.55% eran de otras razas y el 1.1% pertenecían a dos o más razas. Del total de la población el 0.55% eran hispanos o latinos de cualquier raza.